# Bongo'o
Le bongo'o  ou mbongo est un plat issu de la mémoire collective du peuple Bassa. Cette sauce de couleur foncée, préparée avec du poisson ou de la viande, est assaisonnée par un mélange d'épices tropicales, utilisées dans la pharmacopée traditionnelle. Ce plat porte en langue bassa le nom d'une plante tropicale, la maniguette (Aframomum sp).

## Mythe culinaire
L'histoire du Bongo’o est liée à celle du peuple Bassa.
L'histoire relate que le Bongo’o est une recette d'amour découverte par une femme Bassa pour réduire les infidélités de son époux et le retenir auprès d’elle. Elle partagea alors la recette avec les autres femmes de son clan. Pour l’harmoniser, un rite féminin fut organisé pendant neuf jours. Pendant ce rite traditionnel, les femmes avaient confronté leur connaissance des plantes notamment leurs  propriétés médicales et nutritives pour affiner le plat qu’elles ont nommé « Bongo’o » en hommage au fruit de maniguette dont les fortes senteurs entrent dans la composition de la recette. Mais aussi en lien avec les relations extraconjugales qui détruisent les familles car littéralement le nom de la recette signifie « poison de la pitié » avec « Bong » qui veut dire poison et « Ngo’o » l'équivalent de « pitié » en langue bassa. Une interprétation analytique de l'expression de Bongo’o est « un poison qui atténue la douleur », comme une forme d'opium contre les malheurs des femmes. Le désir de conquête et de reconquête de l'être aimé a motivé la conception de ce plat et se corrobore par les époux et les enfants qui rentrent promptement à la maison en sentant ses parfums. Par ses épices et arômes tropicaux et son rituel culinaire, sa préparation est détectée à des centaines de mètres à la ronde[source insuffisante].
La recette fut jalousement gardée secrète pendant longtemps par les filles Bassa. Un mythe populaire relate que pour remercier une serveuse handicapée et irréprochable, un guide Bassa lui aurait offert la recette pour qu’elle puisse en faire un havre de paix. De retour chez elle, la maison familiale de la serveuse fut transformée en un lieu recherché de courtisanerie grâce à la recette. Inondée d’offrandes et de cadeaux, elle serait devenue riche, heureuse et mariée à l’homme le plus convoité de son village. Elle décida alors de transmettre cette recette à toutes les filles qui n’avaient pas été favorisées par la nature. Ce désir de justice sociale fut à l'origine de la vulgarisation de la recette dans les autres ethnies pour devenir un patrimoine de la cuisine africaine. Mais, en se transmettant, certaines astuces culinaires de la recette originale auraient été perdues[source insuffisante].
Dans l’imaginaire populaire au Cameroun, les qualités gustatives et aromatiques du Bongo'o lui ont prêté des attributs aphrodisiaques et magiques qu’utiliseraient les filles Bassa pour séduire la gent masculine. Les hommes avaient alors peur de consommer le Bongo’o pour éviter d’être charmés par les filles Bassa. Ces accusations sont devenues caduques et le plat est actuellement préparé sur tout le territoire national[source insuffisante] et au-delà.

## Composition et préparation
Pendant longtemps, la préparation du Bongo’o fut un exercice laborieux pour les femmes rurales. Elles devaient d’abord collecter très tôt en forêt plus d’une cinquantaine d’ingrédients (graines, racines, écorces, feuilles)[source insuffisante].
La composition du plat intègre les éléments de la médecine traditionnelle du peuple Bassa dans le  respect de ses quatre principes : la terre, l'eau, le feu et l'air, avec notamment les racines, les écorces, les feuilles et les fruits. Les ingrédients du Bongo’o peuvent être classés en plusieurs catégories[source insuffisante] :
- les graines, racines et herbes aromatiques, notamment les graines de maniguette, de Tetrapleura tetraptera ou de Monodora myristica[7] qu’on trouve en zone forestière. Les graines de Ricinodendron heudelotii (akpi) y servent de liant. Les feuilles notamment antiseptiques comme celles de basilic et d’Ocimum sp sont également intégrées. Des racines comme le gingembre y figurent aussi ;
- les écorces, à l'instar des écorces  de Scorodophloeus zenkeri ;
- les huiles précieuses, notamment l’huile de Moabi.

En y brûlant les graines de maniguette  et les écorces de Scorodophloeus zenkeri, les arômes se dégagent et donnent une couleur noirâtre au mélange homogène.
Le nom du plat servi est complété du nom du protéine concerné. Préparé avec du poisson, le plat est intitulé Bongo'o Tjobi, Tjobi voulant dire poisson en langue Bassa. En outre, il existe plusieurs variantes du Bongo’o[source insuffisante] :
- le Bongo’o de couleur marron, qui est classique avec un dosage léger des épices brûlées ;
- le Bongo’o Sougui, préparé en ajoutant la sauce à base de noix de palme encore appelée sauce graine ;
- le Nguéyà, qui est le Bongo’o concentré cuit à l’étouffée ou en papillote dans les feuilles[4][source insuffisante].

## Accompagnements
Le Bongô est traditionnellement accompagné avec du macabo ou du manioc cuits à la vapeur. Il se mange également avec de la banane plantain cuite sous toutes ses formes.